# Vlag van Mozambique

Vlag van Mozambique (ratio 2:3)

De vlag van Mozambique werd aangenomen op 1 mei 1983. Het land had sinds zijn onafhankelijkheid (1975) tot aan 1983 een andere vlag in gebruik.

## Symboliek
De huidige vlag is gebaseerd op de vlag van de bevrijdingsbeweging FRELIMO, die sinds de onafhankelijkheid aan de macht is, en bestaat uit drie horizontale banden in de kleuren groen, zwart en geel. Groen staat voor de landbouw, zwart voor het Afrikaanse continent en geel voor 's lands rijkdom aan grondstoffen. Deze drie banden worden gescheiden door smalle witte banden, die gerechtigheid en vrede symboliseren.

### De rode driehoek met ster, geweer, schoffel en boek
Aan de hijszijde van de vlag is een rode driehoek geplaatst. De kleur rood staat voor de onafhankelijkheidsstrijd tegen Portugal. In het midden van deze driehoek staat een gele ster, die voor de geest van het internationalisme staat. Op de ster staan een schoffel, een boek en een geweer. De schoffel staat voor de landbouw, het boek voor vorming en onderwijs, en het geweer, een AK-47, voor de nationale verdediging en waakzaamheid. Het is de enige vlag ter wereld waar een modern wapen op staat.

## Historische vlaggen
Toen Portugal en Mozambique op 5 september 1974 overeenkwamen dat Mozambique onafhankelijk zou worden, werd de vlag van FRELIMO als vlag van Mozambique gebruikt. Deze vlag was dezelfde vlag als de huidige nationale vlag, maar dan zonder ster, boek, schoffel en geweer. Toen Mozambique eenmaal onafhankelijk werd, op 25 juni 1975, werd een nieuwe vlag aangenomen, hier rechts afgebeeld. Deze vlag werd in april 1983 vervangen door een versie van de huidige vlag, maar dan met een tandrad op de ster. Op dit tandrad stonden het geweer, het boek, de schoffel en een kleine rode ster. Een maand later werd die versie vereenvoudigd tot de huidige versie.
| Vexillologisch symbool voor een buiten gebruik gestelde vlag | Vexillologisch symbool voor een buiten gebruik gestelde vlag | Vexillologisch symbool voor een buiten gebruik gestelde vlag |

## Discussie over nieuwe vlag
In 2005 werd een competitie uitgeschreven om een nieuwe vlag voor het land te bekomen. De hoofdreden hiervoor was de tegenstand (voornamelijk) vanwege de oppositie tegen de rode ster die te zeer zou verwijzen naar het communisme en het wapen dat ongepast zou zijn. Alle 169 voorstellen werden evenwel weggestemd, en het ontwerp van de vlag bleef ongewijzigd.